# Драчко, Владимир Яковлевич
Владимир Яковлевич Драчко (род. 20 января 1970, Туапсе, Краснодарский край) — российский дзюдоист, чемпион (1994) и бронзовый призёр (1993) чемпионатов России, чемпион Европы 1994 года, Заслуженный мастер спорта России, Заслуженный тренер России, тренер юниорской сборной России по дзюдо.

## Спортивные достижения
- Чемпионат России по дзюдо 1993 года — ;
- Чемпионат России по дзюдо 1994 года — ;